# Neopsittacus
Neopsittacus és un gènere d'ocells de la família dels psitàcids.

## Llistat d'espècies
Segons la Classificació del Congrés Ornitològic Internacional (versió 14.2, 2024) aquest gènere està format per dues espècies monotípiques, d'altres com Clements/eBird i HBW consideren que N. musschenbroekii té dues subespècies i N. pullicauda en té tres:
- lori muntanyenc gros (Neopsittacus musschenbroekii).
- lori muntanyenc petit (Neopsittacus pullicauda).